# Aşağıküpkıran, Ağrı
Aşağıküpkıran là một xã thuộc thành phố Ağrı, tỉnh Ağrı, Thổ Nhĩ Kỳ. Dân số thời điểm năm 2011 là 1.675 người.